# Décès en 1930
Décès
- 1926
- 1927
- 1928
- 1929
- 1930
- 1931
- 1932
- 1933
- 1934

Cet article présente une liste de personnalités mortes au cours de l'année 1930.

Les mois de l'année font également l'objet de listes spécifiques :

## Décès par mois

### Inconnu
- Federico Andreotti, peintre italien (° 6 mars 1847).
- Charles Clair, peintre et graveur français (° 16 septembre 1860).
- Ricardo Giovannini, peintre, comédien, chanteur, metteur en scène, photographe et décorateur italien (° 1853).
- Diane de Guldencrone, historienne et écrivaine français (° 1848).
- Guydo, peintre, affichiste, dessinateur et illustrateur français (° 22 août 1868).
- Robert Hennet, escrimeur belge (° 22 janvier 1886).
- 1930 ou 1936 :
  - Jean Enders, peintre français (° 22 août 1861).

### Janvier
- 7 janvier : André Suréda, peintre, dessinateur, graveur et illustrateur français (° 5 juin 1872).
- 12 janvier : Gustav van Treeck, peintre-verrier allemand (° 1er juin 1864).
- 13 janvier : René Ménard, peintre symboliste français (° 15 avril 1862).
- 16 janvier : Angiolo Achini, peintre italien (° 6 mars 1850).
- 17 janvier : Henry de Groux, peintre et sculpteur symboliste belge (° 1866).
- 18 janvier : Anna Adelaïde Abrahams, peintre de natures mortes néerlandaise (° 16 juin 1849).
- 24 janvier : Kim Jwa-jin, anarchiste coréen (° 24 novembre 1889).
- 27 janvier :
  - Eugène Dauphin, peintre français (° 30 novembre 1857).
  - Jean Huré, pianiste, organiste, musicologue, musicographe, théoricien et compositeur français (° 17 septembre 1877).
  - Leonardo de Mango, peintre orientaliste italien (° 19 février 1843).
- 28 janvier : Édouard Bénédictus, chimiste, décorateur, peintre et compositeur français (° 29 juin 1878).
- 31 janvier : Benedykt Dybowski, zoologiste polonais (° 30 avril 1833).

### Février
- 3 février : Michele Bianchi, journaliste et homme politique italien (° 22 juillet 1883).
- 8 février : Fritz Arthur Jusélius, industriel et conseiller des mines finlandais (° 13 juin 1855).
- 10 février : Maurice Neumont, peintre et affichiste français (° 22 septembre 1868).
- 12 février :
  - Eva Dell'Acqua, chanteuse et compositrice belge d'origine italiennr (° 28 février 1856).
  - Daniel Duchemin, peintre français (° 5 janvier 1866).
- 13 février : Conrad Ansorge, pédagogue, pianiste et compositeur allemand (° 15 octobre 1862).
- 15 février : Giulio Douhet, général et théoricien militaire italien (° 30 mai 1869).
- 16 février : Anatoli Brandoukov, violoncelliste russe (° 6 janvier 1859).
- 24 février : Jacobus van Looy, peintre néerlandais (° 12 septembre 1855).
- 26 février : Rafael Merry del Val, cardinal, ancien secrétaire d'État de la Curie romaine  (° 10 octobre 1865).
- 27 février : Ahmad Chah, dernier souverain iranien de la dynastie des Qadjar (° 21 janvier 1898).
- 28 février : Rasmus Andersen, sculpteur danois (° 25 septembre 1861).

### Mars
- 8 mars :

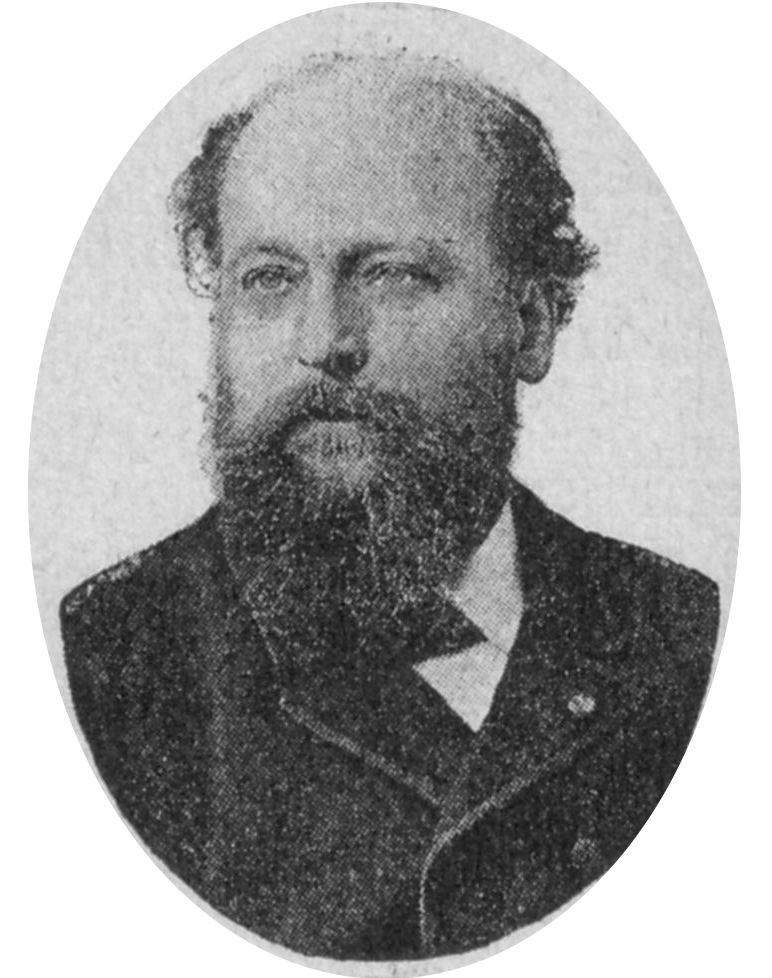
Charles Grandmougin

  - Jules Habert-Dys, peintre, maître-verrier, graveur et enseignant français (° 23 septembre 1850).
  - William Howard Taft, président des États-Unis (° 15 septembre 1857).
- 11 mars : Auguste Durst, peintre français (° 7 juillet 1842).
- 12 mars : 
  - Alois Jirásek, écrivain tchèque (° 23 août 1851).
  - William George Barker, aviateur canadien (° 3 novembre 1894).
- 13 mars : Louis Monziès, peintre et graveur français (° 28 mai 1849).
- 17 mars : Karl Edvard Diriks, peintre norvégien (° 9 janvier 1855).
- 18 mars : Matko Laginja, juriste et homme politique croate (° 10 août 1852).
- 20 mars :
  - Hoca Ali Rıza, peintre turc (° 1858).
  - Arthur Andrews, coureur cycliste sur piste américain (° 1er septembre 1876).
- 22 mars : Gastone Brilli-Peri, coureur cycliste italien (° 24 mars 1893).
- 24 mars : Eugeen van Mieghem, peintre belge (° 1er octobre 1875).
- 28 mars :
  - Kanzō Uchimura, écrivain et religieux japonais (° 26 mars 1861).
  - Félicien Menu de Ménil, consul, musicien et espérantiste français (° 16 juillet 1860).

### Avril
- 2 avril : Albert Bourderon, tonnelier et syndicaliste français (° 26 novembre 1858).
- 3 avril : Emma Albani, cantatrice canadienne (° 1er novembre 1847).
- 7 avril : Ricardo Acevedo Bernal, peintre colombien (° 4 mai 1867).
- 8 avril : Paul Antin, peintre français (° 14 avril 1863).
- 11 avril : Tom Bates, acteur américain (° 1864).
- 16 avril : 
  - José Carlos Mariátegui, philosophe, journaliste et militant politique péruvien (° 14 juin 1894).
  - Mākereti Papakura, guide, artiste et ethnographe néo-zélandaise (° 20 octobre 1873).
- 17 avril :
  - Alexandre Golovine, peintre et décorateur de théâtre russe puis soviétique (° 1er mars 1863).
  - Léon Leclerc, peintre français (° 24 avril 1866).
- 20 avril : Léonce Ricau, peintre français (° 6 novembre 1840).
- 26 avril : Henry-Eugène Delacroix, peintre français (° 16 janvier 1845).
- 28 avril : Willy Finch, peintre belge (° 28 novembre 1854).
- 28 avril : Charles Grandmougin, poète et dramaturge français (° 17 janvier 1850).

### Mai
- 5 mai : Paul Chocarne-Moreau, peintre naturaliste et illustrateur français (° 31 octobre 1855).
- 9 mai : Filipe Schmidt, homme politique brésilien (° 4 mai 1860).
- 10 mai :
  - Kanzan Shimomura, peintre japonais (° 10 avril 1873).
  - Heinrich Anton Müller, peintre et sculpteur suisse (° 22 janvier 1869).
- 12 mai : Paul Panda Farnana, homme politique congolais (° 1888).
- 19 mai : Spyros Spyromilios, officier de gendarmerie grec pendant la Première Guerre balkanique (° 1864).
- 21 mai : Jules-Armand Hanriot, peintre, graveur et illustrateur français (° 11 juin 1853).
- 22 mai : Jean Francis Auburtin, décorateur français (° 2 décembre 1866).
- 28 mai : Louis-Joseph Luçon, cardinal français, archevêque de Reims (° 28 octobre 1842).

### Juin
- 2 juin : Jules Pascin, peintre américain d'origine bulgare (° 31 mars 1885).
- 3 juin : Oleksandr Bohomazov, peintre russe puis soviétique (° 26 mars 1880).
- 5 juin : Nicolas Tarkhoff, peintre russe puis soviétique (° 20 janvier 1871).
- 6 juin : Jehan Raymond, peintre, décorateur, designer et enseignant français (° 28 novembre 1849).
- 12 juin : Paul Verheyleweghen,  homme politique belge (° 8 novembre 1858).
- 20 juin : « Minuto » (Enrique Vargas González), matador espagnol (° 21 décembre 1870).
- 22 juin :
  - Philippe Robert, peintre et illustrateur suisse (° 30 avril 1881).
  - Joseph Rossi, peintre français d'origine suisse (° 29 janvier 1892).
- 27 juin : Maui Pomare, homme politique néo-zélandais (° 24 août 1875).

### Juillet
- 1er juillet : Olga Meerson, peintre russe puis soviétique (° 5 décembre 1880).
- 1er juillet : Francisco Stromp, footballeur portugais ayant remporté la Coupe du portugal 1923 devenu entraineur puis dirigeant[1] (° 21 mai 1892).
- 3 juillet : Pierre Termier, géologue français (° 3 juillet 1859).
- 7 juillet : Sir Arthur Conan Doyle, romancier britannique, créateur du personnage de Sherlock Holmes (° 22 mai 1859).
- 9 juillet : Vincenzo Vannutelli, cardinal italien de la Curie romaine (° 5 décembre 1836).
- 15 juillet : Pierre Bonnaud, peintre français (° 16 novembre 1865).
- 26 juillet : João Pessoa Cavalcanti de Albuquerque, homme politique brésilien (° 24 janvier 1878).

### Août
- 4 août :
  - Émile Renard, peintre français (° 5 octobre 1850).
  - Siegfried Wagner, compositeur et chef d'orchestre allemand (° 6 juin 1869).
- 5 août : Auguste Prévot-Valéri, peintre français (° 21 janvier 1857).
- 9 août : Johnny Burke, musicien et parolier canadien (° 1851).
- 11 août : J. E. Casely Hayford, journaliste, écrivain, avocat, professeur et homme politique ghanéen (° 29 septembre 1866).
- 21 août : Christopher Wood, peintre anglais (° 7 avril 1901).
- 22 août : Karl Kumm, missionnaire et explorateur britannique (° 19 octobre 1874).
- 23 août : Iacob Pistiner, homme politique roumain (° 1882).
- 25 août : Numa Marzocchi de Bellucci, peintre français (° 31 janvier 1846).
- 26 août : Lon Chaney, acteur de cinéma muet américain (° 1er avril 1883).

### Septembre
- 2 septembre : Hector du Poy, avocat, homme politique et militaire français (° 7 juin 1865)
- 4 septembre : Ludovic Morin, coureur cycliste français (° 25 août 1873).
- 12 septembre : Amalia Freud, mère de Sigmund Freud (° 18 août 1835).
- 17 septembre : Étienne Lapeyrère, botaniste français.
- 15 septembre : Abel Camille Filuzeau, architecte français (° 10 juillet 1860).
- 23 septembre :
  - Emilie Preyer, peintre allemande (° 6 juin 1849).
  - Lothar von Seebach, peintre, dessinateur, aquarelliste et graveur badois (° 26 mars 1853).
- 24 septembre : Otto Mueller, peintre et imprimeur allemand (° 16 octobre 1874).
- 25 septembre : Abram Arkhipov, peintre russe puis soviétique (° 27 août 1862).
- 29 septembre : Ilia Répine, peintre russe puis soviétique (° 24 juillet 1844).

### Octobre
- 2 octobre : Gordon Stewart Northcott, tueur en série américain (° 1908).
- 5 octobre : Joe Fogler, coureur cycliste sur piste américain (° 17 mars 1884).
- 7 octobre : Ignace Spiridon, peintre italien naturalisé français (° 22 octobre 1848).
- 9 octobre : 
  - Louis Béroud, peintre  français (° 17 janvier 1852).
  - Théodore Decker, compositeur de musique chrétienne (° 3 novembre 1851).
  - João Suassuna, homme politique brésilien (° 9 janvier 1886).
- 10 octobre : Adolf Engler, botaniste allemand (° 25 mars 1844).
- 17 octobre : Albert Joseph Pénot, peintre français (° 28 février 1862).
- 19 octobre : Henry Gerbault, peintre, illustrateur, affichiste et dramaturge français (° 24 juin 1863).
- 26 octobre : Paul-Napoléon Roinard, peintre, librettiste et poète libertaire français (° 4 février 1856).
- 27 octobre : William Bechtel, acteur américain (° 12 juin 1867).

### Novembre
- ? novembre : Alfred Wegener, astronome et météorologue allemand (° 1er novembre 1830).
- 6 novembre : Adolf Wölfli, artiste suisse d'art brut (° 29 février 1864).
- 7 novembre : Alexis-Armand Charost, cardinal français, archevêque de Rennes (° 14 novembre 1860).
- 18 novembre : Leopoldo Torricelli, coureur cycliste italien (° 2 février 1893).
- 23 novembre : Maurycy Minkowski, peintre polonais d'origine juive (° 1881).

### Décembre
- 2 décembre : Herman Johannes van der Weele, peintre néerlandais (° 13 janvier 1852).
- 8 décembre : Florbela Espanca, poétesse portugaise (° 8 décembre 1894).
- 17 décembre :
  - Nikolaï Kassatkine, peintre et professeur russe puis soviétique (° 25 décembre 1859).
  - Peter Warlock, compositeur et critique musical britannique (° 30 octobre 1894).
- 20 décembre : Hermann Dostal, compositeur autrichien (° 1874).
- 25 décembre : Otto Strützel, peintre allemand (° 2 septembre 1855).
- 27 décembre : Fritz Bach, musicien, compositeur, organiste et enseignant suisse (° 3 juin 1881).
- 28 décembre : Antonio Mancini, peintre italien (° 14 novembre 1852).
- 29 décembre : 
  - Xavier de Cardaillac, avocat, historien, traducteur et journaliste français (° 10 juin 1858).
  - Kiichi Okamoto, peintre et illustrateur japonais (° 12 juin 1888).